# Eastern Professional Basketball League 1961-1962
La stagione EPBL 1961-62 fu la 16ª della Eastern Professional Basketball League. Parteciparono 8 squadre in un unico girone.
Rispetto alla stagione precedente i Baltimore Bullets si spostarono a Camden, diventando i Camden Bullets. A stagione in corso gli Easton-Phillipsburg Madisons si trasferirono a Trenton, rinominandosi Trenton Colonials.

## Squadre partecipanti
- Allentown Jets
- Camden Bullets
- Easton Madisons/ Trenton Colonials
- Hazleton Hawks
- Scranton Miners
- Sunbury Mercuries
- Wilkes-B. Barons
- Williamsport Billies

## Classifica
| Squadra                         | V  | P  | %    | GB   |
| ------------------------------- | -- | -- | ---- | ---- |
| Allentown Jets                  | 22 | 5  | 81,5 | -    |
| Williamsport Billies            | 18 | 8  | 69,2 | 3,5  |
| Sunbury Mercuries               | 16 | 11 | 59,3 | 6    |
| E.P. Madisons/Trenton Colonials | 13 | 13 | 50,0 | 8,5  |
| Wilkes-Barre Barons             | 13 | 15 | 46,4 | 9,5  |
| Camden Bullets                  | 10 | 15 | 40,0 | 11   |
| Scranton Miners                 | 8  | 16 | 33,3 | 12,5 |
| Hazleton Hawks                  | 4  | 21 | 16,0 | 17   |

## Play-off

### Semifinali
|  | Allentown Jets | 136 – 115 | Trenton Colonials |  |

|  | Allentown Jets | 129 – 125 | Trenton Colonials |  |

|  | Sunbury Mercuries | 120 – 114 | Williamsport Billies |  |

|  | Williamsport Billies | 139 – 133 | Sunbury Mercuries |  |

|  | Williamsport Billies | 132 – 112 | Sunbury Mercuries |  |

### Finale
|  | Allentown Jets | 132 – 121 | Williamsport Billies |  |

|  | Williamsport Billies | 133 – 117 | Allentown Jets |  |

|  | Allentown Jets | 127 – 107 | Williamsport Billies |  |

### Tabellone
|  | Semifinali | Semifinali   | Semifinali   |              |           | Finale    | Finale | Finale |  |
|  |            |              |              |              |           |           |        |        |  |
|  | 1          | Allentown    | 2            |              |           |           |        |        |  |
|  | 1          | Allentown    | 2            |              |           |           |        |        |  |
|  | 4          | Trenton      | 0            |              |           |           |        |        |  |
|  | 4          | Trenton      | 0            |              | Allentown | Allentown | 2      |        |  |
|  |            |              |              |              | Allentown | Allentown | 2      |        |  |
|  |            |              | Williamsport | Williamsport | 1         |           |        |        |  |
|  | 3          | Sunbury      | Williamsport | Williamsport | 1         | 1         |        |        |  |
|  | 3          | Sunbury      |              |              |           |           |        |        |  |
|  | 2          | Williamsport | 2            |              |           |           |        |        |  |

## Vincitore
| Campione EPBL 1962         |
| -------------------------- |
| Allentown Jets (1º titolo) |

## Premi EPBL
- EPBL Most Valuable Player: Roman Turmon, Allentown Jets
- EPBL Rookie of the Year: Jim Huggard, Sunbury Mercuries